# Ytre Sula
Ytre Sula és una illa del municipi de Solund al comtat de Vestland, Noruega.L'illa es troba al Sognesjøen, la part més externa del Sognefjord. Té una superfície de 34,7 km². Les illes de Rånøyna i Steinsundøyna es troben a l'est. No té connexió per carretera amb el continent. El 2001 hi vivien 240 persones. La pesca i la piscicultura són les principals activitats econòmiques de l'illa.